# 贝西·史密斯
贝西·史密斯（Bessie Smith，1894年4月15日—1937年9月26日），20世纪20~30年代美国著名蓝调女歌唱家，同时也是爵士乐历史上的一位悲剧性的人物。她在音乐上的出色成就是公认的，可以毫不夸张地说，她是第一位主要录制唱片的藍調歌手和爵士歌手，对于这两种音乐形式的发展都作出了巨大的贡献。她和路易斯·阿姆斯特朗一起对爵士乐的发展产生了重大影响，被称为“蓝调女歌后”或“藍調皇后”。

## 早年生活
贝西·史密斯1894年4月15日（一说是1892年7月）生于美国田纳西州的查塔努加，父亲威廉·史密斯是位劳工，同时兼职做牧师，但在贝西记事前就已去世。9岁时，贝西又失去了母亲和一个兄弟，姐姐维奥拉负责照看兄弟姐妹。为了维持家中生计，贝西和弟弟安德鲁组成二人唱，到查塔努加的街头卖艺——贝西唱歌跳舞，安德鲁则弹吉他伴奏。
1912年贝西的哥哥克劳伦斯让她参加其表演团，开始是一名舞蹈演员，之后又加入了合唱团。
到1923年，贝西搬至费城居住并开始了自己的歌唱生涯。